# Dragiša Binić
Dragiša Binić (Golubovac, Sèrbia, 20 d'octubre de 1964) és un exfutbolista serbi. Va disputar 3 partits amb la selecció de Iugoslàvia.